# Baukelter Weinsberg

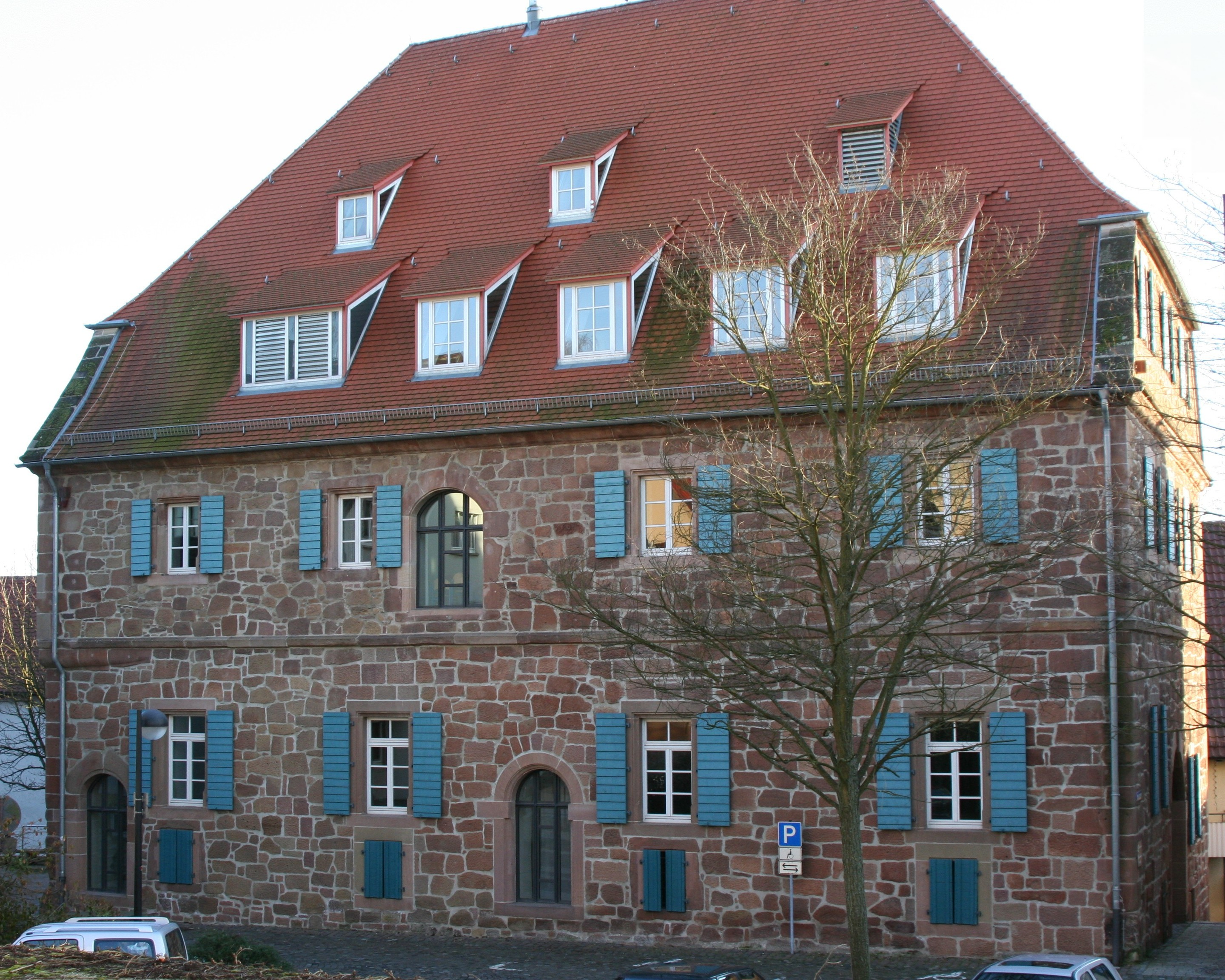
Die Baukelter in Weinsberg

Die Baukelter in Weinsberg im Landkreis Heilbronn im nördlichen Baden-Württemberg ist eine bereits im 16. Jahrhundert belegte historische Kelter. Das an der Seufferheldstraße 14 in der Weinsberger Altstadt gelegene Gebäude ist 1525, 1707 und 1945 ausgebrannt, konnte wegen seiner starken Mauern aber immer wieder restauriert werden. Seit dem 19. Jahrhundert ist das Gebäude in städtischem Besitz. Wegen seines ortsbildbestimmenden Charakters und der kulturgeschichtlichen Bedeutung für den Weinbauort Weinsberg wurde das Gebäude bereits 1928 als Kulturdenkmal in das Landesverzeichnis der Baudenkmale eingetragen.

## Geschichte
Eine Kelter in der Stadt Weinsberg wurde erstmals im Jahr 1312 urkundlich erwähnt. Dabei handelte es sich um die herrschaftliche Kelter der Herren von Weinsberg. 1342 ist eine städtische Kelter belegt. Ob die Baukelter ihren Ursprung in einer dieser Keltern hatte, ist nicht bekannt. Sie wird urkundlich als Brandruine der Oberen Kelter im Besitz der Herrschaft Württemberg erstmals 1528 erwähnt und war 1525 den Truppen des Schwäbischen Bundes bei der Niederbrennung der Stadt als Strafe für die Unterstützung der Bauern bei der Weinsberger Bluttat zum Opfer gefallen. Aufgrund seiner massiven Steinwände wurde das Gebäude bei dem Brand nicht völlig zerstört, sondern konnte bis 1531 wiederhergestellt werden. Im späten 16. Jahrhundert gab es ebenerdig einen Kelterraum mit zwei Kelterbäumen, darüber einen dreigeschossigen Fruchtkasten. Bis 1610 scheint das Gebäude umfassend umgebaut worden zu sein, da es damals als Neuer Bau bezeichnet wurde und auch schon einen dritten Kelterbaum aufwies.  
1707 ereignete sich ein großer Stadtbrand in Weinsberg, dem 195 Gebäude zum Opfer fielen, darunter auch die Baukelter, die abermals rasch wiederaufgebaut wurde. 1708 war das Gebäude wiederhergestellt, 1709 die Keltereinrichtung. Man hatte zunächst nur zwei der drei Kelterbäume ersetzt, konnte 1711 jedoch auch einen dritten Kelterbaum aus dem ehemaligen Schöntaler Klosterhof einbauen, der seit 1692 im Besitz des Hauses Württemberg-Neuenstadt war.
1804 wurde das Gebäude erstmals urkundlich Baukelter genannt. Der Begriff rührt entweder von der vormaligen Bezeichnung als Neuer Bau her oder steht im Zusammenhang mit einem als Bau bezeichneten herrschaftlichen Anwesen.
Im Zuge der Ablösung der herrschaftlichen Feudallasten erwarb die Stadt Weinsberg 1826 den unteren Teil der Baukelter mitsamt Keltereinrichtung, während Keller und Obergeschosse im Besitz der königlich württembergischen Finanzkammer blieben, die diese als Raumreserve für das bis 1855 benachbarte Amtsgericht des Oberamts Weinsberg nutzte. 1856 plante das königliche Justizministerium die Einrichtung eines Oberamtsgefängnisses in diesen Räumen, stieß jedoch 1858 auf Ablehnung beim Strafanstalten-Kollegium, woraufhin man der Stadt Weinsberg 1859 für 1200 Gulden auch das restliche Gebäude abtrat. Die Stadt plante zunächst, das Gebäude zur Schule umzubauen, verwarf diese Pläne jedoch mangels Eignung des Gebäudes und stellte es nach deren Gründung 1868 der örtlichen Weingärtnergenossenschaft zur Verfügung.
Von 1933 bis 1945 diente die Baukelter als Parteiheim der örtlichen NSDAP. Am 12. April 1945 brannte die Baukelter durch Kriegseinwirkungen abermals aus, wobei erneut die stabilen Wände einer völligen Zerstörung widerstanden. Bei der Wiederherstellung wurde das Gebäude zur Verwaltungsstelle ausgebaut und war bis zur Einweihung des neuen Rathauses 1953 Sitz der Stadtverwaltung. Später nutzte eine Kinderkleiderfabrik das Gebäude. Zuletzt wurde es Mitte der 1990er-Jahre restauriert und beherbergt seitdem die städtische Musikschule und den für Veranstaltungen gedachten Michael-Beheim-Saal im Erdgeschoss. Im Helfensteinkeller getauften Gewölbekeller ist die Weinsberger Vinothek untergebracht.
Das Gebäude wurde bereits 1928 wegen seines ortsbildbestimmenden Charakters und der kulturgeschichtlichen Bedeutung für den Weinbauort Weinsberg als Kulturdenkmal in das Landesverzeichnis der Baudenkmale eingetragen. Trotz der Kriegsschäden von 1945 mit völliger Zerstörung des Dachstuhls und aller historischer Innenausstattung sowie der vielfachen Umbauten in der Folgezeit stellte das Landesdenkmalamt Baden-Württemberg auch 1992 einen bedeutenden Rang des Gebäudes in der Liste der Kulturdenkmale fest. Ein Schwerpunkt der Sanierung 1994/95 lag insbesondere auf umfangreichen Steinrestaurierungen, um das in der Nachkriegszeit mit verschiedenen Materialien ausgebesserte und teils mit Zementputz überzogene Mauerwerk in seinen Charakter des 16. Jahrhunderts zurückzuversetzen.